# Ерміт малий
Ермі́т малий (Phaethornis idaliae) — вид серпокрильцеподібних птахів родини колібрієвих (Trochilidae). Ендемік Бразилії.

## Опис
Довжина самця становить 8,4 см, самиці 9,2 см, вага самця 1,8 г, самиці 2,7 г. Довжина крила самця становить 3,5 см, самиці 3,7 см, довжина хвоста самця 2,3 см, самиці 3,4 см, довжина дзьоба 2,3 см. 
У самців верхня частина тіла темно-бронзово-зелені, потилиця золотисто-зелена, тім'я тьмяне, чорнувато-коричневе з бронзовим відблиском. Пера на надхвісті на кінці мають чорні смуги і білувато-охристі кінчики. Через очі ідуть широкі чорнувато-бурі смуги, над очима світло-охристі "брови", під дзьобом світло-охристі "вуса". Горло темно-каштанове, решта нижньої частини тіла сіра, пера на гузці мають білуваті края. Крила чорно-фіолетові. Хвіст чорнувато-бронзово-зелений, крайні стернові пера поцятковані вузькими білими смужками. Дзьоб зверху чорний, знизу жовтий з чорним кінчиком, лапи коричневі. 
У самиць надхвістя поцятковане світло-рудувато-коричневими смужками, "брови", горло і груди світло-руді, живіт світло-охристий. Стернові пера бронзово-зелені з широкими білими кінчиками, крайні стернові пера мають широкі блідо-охристі края.

## Поширення і екологія
Малі ерміти мешкають на південному сході Бразилії, від південно-східної Баїї до Ріо-де-Жанейро. Вони живуть в підліску первинних вологих атлантичних лісів, на узліссях та у старих вторинних лісах, на висоті до 500 м над рівнем моря. Живляться нектаром квітів, пересуваючись за певним маршрутом, а також доповнюють раціон дрібними комахами і павуками. Ведуть переважно осілий спосіб життя. Сезон розмноження триває з жовтня по лютий. Самці збираються на токовищах, де приваблюють самиць співом. Гніздо чашоподібне, відкрите, підвішується до нижньої сторони листа. В кладці 2 яйця розміром 13×8 мм і вагою 0,32 г. Інкубаційний період триває 14 днів, пташенята покидають гніздо через 20 днів після вилуплення.